# Shreemana nixoni
Shreemana nixoni är en stekelart som beskrevs av Sundholm 1970. Shreemana nixoni ingår i släktet Shreemana och familjen Scelionidae. Inga underarter finns listade i Catalogue of Life.